# Тврђава Баноштор
Баноштор односно Бан Моноштра или Банов Манастир је утврђење које је постојало на простору данашњег истоименог сремског села и чија је тачна локација данас непозната.
На простору Баноштора је још у доба Римљана постојао каструм под именом Бононија или Малата чији тачан положај до данас такође није утврђен, али је вероватно на његовим основама подигнуто средњовековно утврђење које је називано Кеу, Кеве и Кует и које је представљало седиште округа. У њему је 1150. године мађарски палатин са титулом бана и српски принц Белуш подигао бенедиктански самостан који је по њему назван Банов Манастир односно Бан Моноштра што је током векова постао назив и за саму тврђаву (како први пут помиње 1473. године), као и за насеље које се око ње развило.
Татари су на свом походу по источној Европи 1241. године опљачкали и порушили утврду, после чега ју је у XIV веку поново подигао и обновио мачвански бан Јанош Мароти. Током свог освајачког похода на краљевину Мађарску у првој четвртини XVI века Османлије су, између осталог, заузеле и разрушиле тврђаву у Баноштору која после тога више није обнављана, због чега је током векова ишчезла.